# Sapientia U23
Sapientia U23 este un club de hochei pe gheață din Sândominic, România, care evolueaza in Liga Națională de hochei. Echipa a fost înființată sub numele de CSHC Marton Aron Sândominic, cu scopul de a promova hocheiul în cadrul Universitatii Sapentia.
În data de 1 septembrie 2018 echipa a debutat în Campionatul Național de Seniori al României, într-un meci cu  ASC Corona Brașov.